# Øssur Havgrímsson
Øssur Havgrímsson (960-983) fue un caudillo vikingo y bóndi de Skúvoy, Islas Feroe en el siglo X. Hijo del poderoso godi Havgrímur y aparece como personaje histórico en la saga Færeyinga.
A la muerte de su padre, que fue instigador de la emboscada mortal a los hermanos Brestir Sigmundsson y Beinir Sigmundsson con quienes tenía una disputa territorial por Stóra Dímun y murió también en la refriega junto a cinco de sus hombres, se hizo cargo del muchacho que tenía 10 años el terrateniente Tróndur í Gøtu (también involucrado en la conspiración). Cuando creció Øssur, Tróndur le concedió la mano de su hija y una de las mejores granjas, también recibió la propiedad de su padre en Hov, Suðuroy así como las propiedades que habían pertenecido a Brestir y Beinir en Skúvoy y Stóra Dímun.
La antigua disputa territorial vuelve a resurgir cuando los hijos de los hermanos fallecidos, Torir Beinisson y Sigmundur Brestisson, regresan de su estancia en Noruega. Øssur pretendió una compensación y reconciliación civil con Sigmundur, pero acabó el asunto en un violento enfrentamiento entre los mejores hombres del archipiélago y los partidarios de Torir y Sigmundur que les superaban en 50 hombres por lo menos. Øssur murió en la refriega.
Øssur tuvo un hijo, Leivur Øssursson.